# Xã Sugar Grove, Quận Warren, Pennsylvania
Xã Sugar Grove (tiếng Anh: Sugar Grove Township) là một xã thuộc quận Warren, tiểu bang Pennsylvania, Hoa Kỳ. Năm 2010, dân số của xã này là 1.723 người.